# Anna Fock
Anna Petra Jämte Fock, född 30 oktober 1984, är en svensk författare.

## Biografi
Fock debuterade 2013 med romanen Absolut noll. Romanen skildrar situationen för ryska homosexuella i S:t Petersburg. Den belönades med Katapultpriset och Borås Tidnings debutantpris, båda 2014.
År 2016 utkom hennes andra roman Cirkus Smuts, som utspelar sig bland ett gäng Göteborgsstudenter i kollektiv med rivningskontrakt. Recensenten Josefin Holmström i SvD beskriver boken som "en välskriven men långsam berättelse om en generation som skriker efter mening", som en roman om 80-talistgenerationens livsvillkor, som "bor i kollektiv, hyr i andra hand och blir vräkta från rivningskontrakt. De har inga barn, bara halvfärdiga universitetsstudier som inte leder till någonting. De har köpt lögnen om att de kan bli vad de vill, göra vad som helst med sina liv, och nu lever de med konsekvenserna."
2019 utkom hennes tredje roman Väderfenomen, som bygger på verkliga händelser i området kring den sovjetiska kärnavfallsanläggningen Majak. Recensenten Jenny Aschenbrenner i SvD beskriver boken som en "välresearchad roman baserad på verkliga händelser och med den nygamla skräcken för radioaktiviteten i kärnkraftens och atomvapentillverkningens spår som motor". Boken redogör förbluffande och fasansfullt om vad människor i städerna nära Majak levde med i åratal. Huvudpersonen Igor söker sanningen om kärnavfall och hans mormors och fars underliga sjukdomar, men hittar också punkmusiken och kärleken i den större grannstaden Tjeljabinsk, och båda är lika farliga för honom som det sovjetiska kärnvapenprogrammets radioaktiva avfall. Berättelsen om den totalitära statens kollektiva paranoia och klaustrofobi är skrämmande och fascinerande, och lektionen i samtidshistoria antänds av Focks skrivtemperament. Boken nominerades till Augustpriset 2019, och tilldelades samma år Tidningen Vi:s litteraturpris.

## Priser och utmärkelser
- 2014 – Katapultpriset för Absolut noll
- 2014 – Borås Tidnings debutantpris för Absolut noll
- 2015 – Göteborgs Stads författarstipendium
- 2019 – Tidningen Vi:s litteraturpris för  Väderfenomen[7]

### Noveller
- ”"Apbergets syndrom" av Anna Fock”. Sveriges Radio. 25 augusti 2014. https://sverigesradio.se/sida/artikel.aspx?programid=1111&artikel=5943324. Läst 19 september 2019.